# Скотт Паркер (хокеїст)
Скотт Паркер (англ. Scott Parker; нар. 29 січня 1978, Хенфорд) — американський хокеїст, що грав на позиції крайнього нападника.
Володар Кубка Стенлі.

## Ігрова кар'єра
Хокейну кар'єру розпочав 1995 року в ЗХЛ виступами за клуб «Келона Рокетс».
У 1996 під 63-м загальним номером був обраний «Нью-Джерсі Девілс», але через те що не був задіяний «дияволами» 1998 року був обраний на драфті НХЛ під 20-м загальним номером командою «Колорадо Аваланч».
Протягом професійної клубної ігрової кар'єри, що тривала 11 років, захищав кольори команд «Колорадо Аваланч» та «Сан-Хосе Шаркс».
Загалом провів 313 матчів у НХЛ, включаючи 5 ігор плей-оф Кубка Стенлі.

## Інше
Разом з дружиною Франческою в 2009 відкрив перукарський бізнес у містечку Кесел Рок (Колорадо).

## Нагороди та досягнення
- Володар Кубка Стенлі в складі «Колорадо Аваланч» — 2001.

## Статистика
| Сезон        | Клуб               | Ліга         | Регулярний сезон | Регулярний сезон | Регулярний сезон | Регулярний сезон | Регулярний сезон | Плей-оф | Плей-оф | Плей-оф | Плей-оф | Плей-оф |
| Сезон        | Клуб               | Ліга         | І                | Г                | П                | О                | ШХ               | І       | Г       | П       | О       | ШХ      |
| ------------ | ------------------ | ------------ | ---------------- | ---------------- | ---------------- | ---------------- | ---------------- | ------- | ------- | ------- | ------- | ------- |
| 1995–96      | «Келона Рокетс»    | ЗХЛ          | 64               | 3                | 4                | 7                | 159              | 6       | 0       | 0       | 0       | 12      |
| 1996–97      | «Келона Рокетс»    | ЗХЛ          | 68               | 18               | 8                | 26               | 330              | 6       | 0       | 2       | 2       | 4       |
| 1997–98      | «Келона Рокетс»    | ЗХЛ          | 71               | 30               | 22               | 52               | 243              | 7       | 6       | 0       | 6       | 23      |
| 1998–99      | «Колорадо Аваланч» | НХЛ          | 27               | 0                | 0                | 0                | 71               | —       | —       | —       | —       | —       |
| 1998–99      | «Герші Берс»       | АХЛ          | 32               | 4                | 3                | 7                | 143              | 4       | 0       | 0       | 0       | 6       |
| 1999–00      | «Герші Берс»       | АХЛ          | 68               | 12               | 7                | 19               | 206              | 11      | 1       | 1       | 2       | 56      |
| 2000–01      | «Колорадо Аваланч» | НХЛ          | 69               | 2                | 3                | 5                | 155              | 4       | 0       | 0       | 0       | 2       |
| 2001–02      | «Колорадо Аваланч» | НХЛ          | 63               | 1                | 4                | 5                | 154              | —       | —       | —       | —       | —       |
| 2002–03      | «Колорадо Аваланч» | НХЛ          | 43               | 1                | 3                | 4                | 82               | 1       | 0       | 0       | 0       | 2       |
| 2003–04      | «Сан-Хосе Шаркс»   | НХЛ          | 50               | 1                | 3                | 4                | 101              | —       | —       | —       | —       | —       |
| 2005–06      | «Сан-Хосе Шаркс»   | НХЛ          | 10               | 1                | 0                | 1                | 38               | —       | —       | —       | —       | —       |
| 2006–07      | «Сан-Хосе Шаркс»   | НХЛ          | 11               | 0                | 0                | 0                | 22               | —       | —       | —       | —       | —       |
| 2006–07      | «Колорадо Аваланч» | НХЛ          | 10               | 1                | 1                | 2                | 6                | —       | —       | —       | —       | —       |
| 2007–08      | «Колорадо Аваланч» | НХЛ          | 25               | 0                | 0                | 0                | 70               | —       | —       | —       | —       | —       |
| Усього в НХЛ | Усього в НХЛ       | Усього в НХЛ | 308              | 7                | 14               | 21               | 699              | 5       | 0       | 0       | 0       | 4       |